# The Bourne Legacy
The Bourne Legacy (titulada El legado de Bourne en España y El Legado Bourne en Hispanoamérica) es una película de acción estadounidense de 2012 dirigida y coescrita por Tony Gilroy y producida por Frank Marshall. Es la cuarta entrega de la serie de películas de Bourne.
El personaje titular Jason Bourne no aparece en The Bourne Legacy, ya que el actor Matt Damon decidió no regresar para la cuarta película, debido a que Paul Greengrass no estaba dirigiendo. Bourne se muestra en imágenes y se menciona por su nombre varias veces a lo largo de la película. Tony Gilroy, coguionista de las tres primeras películas, buscó continuar la historia de la serie de películas sin cambiar sus eventos clave, y partes de "El legado de Bourne" tienen lugar al mismo tiempo que la película anterior, "The Bourne Ultimatum" (2007). Aaron Cross es miembro de un programa de operaciones encubiertas llamado Operation Outcome cuyos sujetos están mejorados genéticamente. Debe correr para salvar su vida una vez que las acciones del exagente Treadstone de la CIA Jason Bourne conduzcan a la exposición pública de la Operación Treadstone y su sucesora, la Operación Blackbriar.
El rodaje se realizó principalmente en Nueva York, con algunas escenas rodadas en Filipinas, Corea del Sur y Canadá. Estrenada el 10 de agosto de 2012, la película recibió críticas generalmente favorables y recaudó $ 276 millones en taquilla. Le siguió en 2016 Jason Bourne, con Damon retomando su papel.

## Argumento
La CIA perdió la pista del paradero de Jason Bourne (Matt Damon) en Moscú hace seis semanas. Mientras tanto, Aaron Cross (Jeremy Renner) es un agente del gobierno asignado a la Operación Outcome, un programa Operación negra del Departamento de Defensa que usa píldoras experimentales conocidas como "Químicos" para mejorar las capacidades físicas y mentales de sus usuarios. Aaron es asignado a Alaska para un ejercicio de entrenamiento, en el que debe sobrevivir a condiciones climáticas extremas y atravesar terreno accidentado con el fin de llegar a una remota cabaña. La cabaña es operada por un exiliado de Operación Outcome, el Número Tres (Oscar Isaac), quien le informa a Aaron que ha roto el récord de misión por dos días.
El reportero Simon Ross (Paddy Considine) de The Guardian, quien ha estado investigando los programas de la CIA, Treadstone y Blackbriar, es asesinado en la Estación Waterloo en Londres. Cuando la adaptación ilegal de los programas se expone por Bourne, el FBI y el Comité Selecto del Senado sobre Inteligencia investigan al director de la CIA Ezra Kramer (Scott Glenn), la directora adjunta Pamela Landy (Joan Allen), el supervisor de Blackbriar Noah Vosen (David Strathairn) y el director médico de Treadstone Dr. Albert Hirsch (Albert Finney). 
Después de los eventos de The Bourne Ultimatum, Kramer solicita ayuda a Mark Turso (Stacy Keach), un almirante retirado de la Marina de Estados Unidos que dirige el Grupo de Investigación Nacional de Ensayo (NRAG). Turso informa a Eric Byer (Edward Norton), un coronel retirado de la Fuerza Aérea, para supervisar la investigación y el desarrollo de diversos programas de mejora clandestinos utilizados por la CIA y Defensa de NRAG. Byer descubre un video potencialmente escandaloso en Internet que muestra la socialización de Hirsch con el Dr. Dan Hillcott (Neil Brooks Cunningham), el director médico de Outcome. Él ve el sacrificio como aceptable con el fin de proteger a la próxima generación de programas "Beta" de la NRAG. 

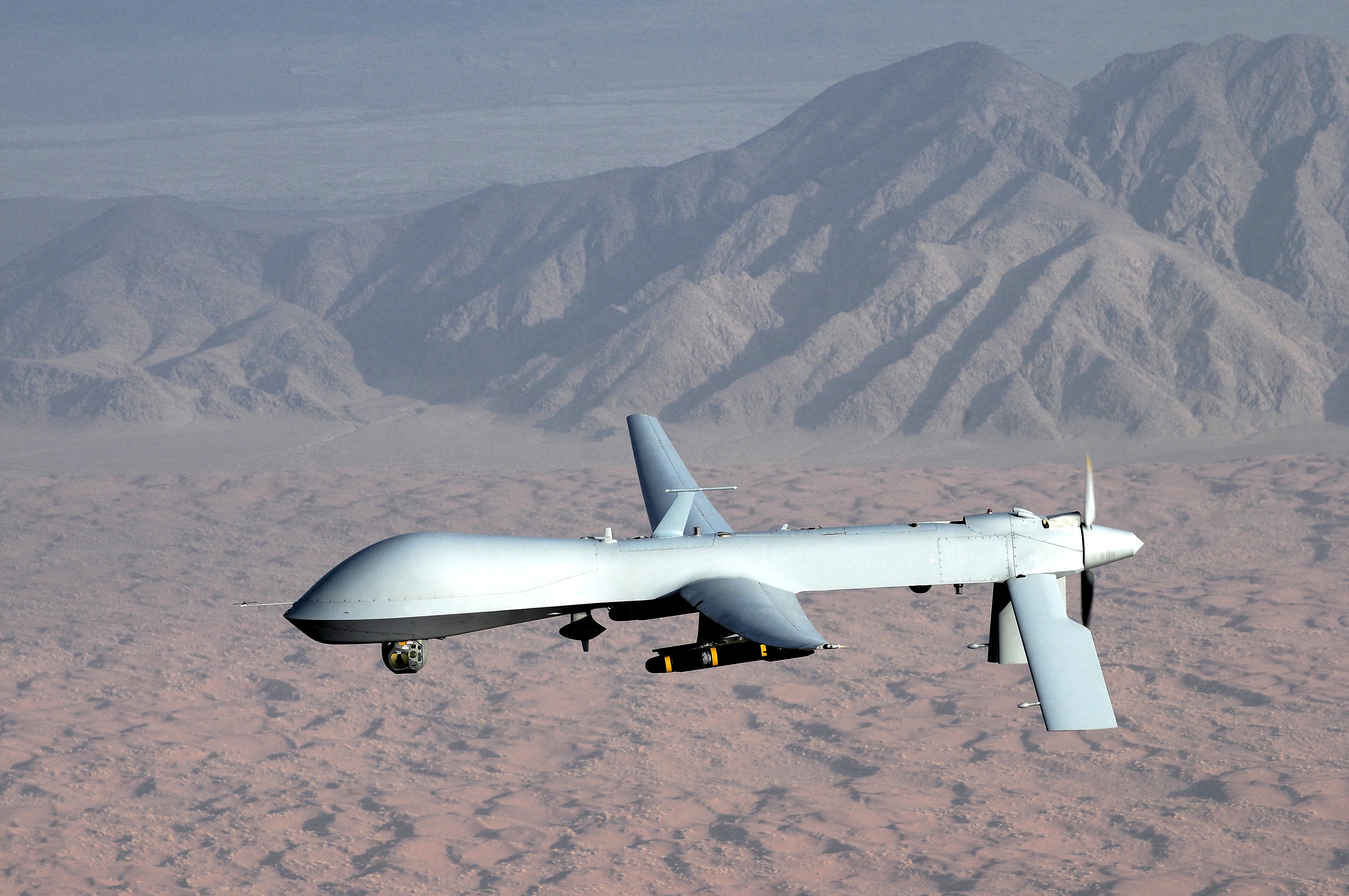
Predator, un vehículo aéreo no tripulado como el que aparece en la película

Byer despliega un Avión no tripulado para eliminar a los agentes de Outcome Número Tres y Cinco (Aaron) en Alaska. Aaron escucha el motor del avión no tripulado, Outcome 3 decide que deben separarse, Aaron sale unos momentos antes de que un misil destruye la cabaña con número Tres en el interior. Aaron elimina la identificación por radiofrecuencia que le fue implantada en el muslo y la fuerza alimenta a un lobo, el cual recibe el misil que momentos antes había lanzado el avión no tripulado, de esta manera engaña a Byer, fingiendo su muerte. Mientras tanto Hirsch muere de un aparente ataque al corazón antes de que pueda declarar ante el Senado. El Dr. Donald Foite (Zeljko Ivanek), un investigador en un laboratorio de biogenética, asesina a sus compañeros de nivel superior empleados por Outcome. Cuando los guardias de seguridad entran en su laboratorio y en repetidas ocasiones le disparan, a pesar de que al parecer no siente el dolor de los disparos, Foite vuelve su arma contra sí mismo, dejando a la bioquímica, Marta Shearing (Rachel Weisz), como la única sobreviviente. Mientras tanto, otros agentes de Outcome son eliminados  cuando sus manipuladores les dan píldoras envenenadas.
Posteriormente, cuatro asesinos de élite "D-Track" emboscan a Marta en su casa de campo. Después de que ella afirma su creencia de que a Foite le lavaron el cerebro, convirtiéndolo en un asesino insensible sin emociones con píldoras azules, intentan fingir su suicidio, lo cual es evitado por Aaron. Él cual venía en busca de ella por ser su último vínculo con las píldoras para que pueda retener a sus capacidades mejoradas y evitar los síntomas de abstinencia. Al hablar sobre el tema Marta le revela que fue modificado genéticamente para retener los beneficios físicos sin necesidad de más píldoras verdes. Sin embargo todavía requiere dosis regulares de píldoras azules para mantener su inteligencia, pero se le está acabando. Aaron le confiesa a ella que él es el soldado de primera clase Kenneth J. Kitsom (supuestamente muerto por una bomba en la guerra de Irak) y que su reclutador añadió 12 puntos a su coeficiente intelectual, lo que le permite a Aaron cumplir los requisitos del ejército de Estados Unidos. Sin su inteligencia mejorada, Aaron cree que no tendrán ninguna oportunidad de supervivencia. Aaron y Marta viajan a Manila, donde se fabrican las píldoras, para tratar de infectarlo con otro virus que elimine su dependencia a las píldoras azules. 
Aaron y Marta se abren camino en la fábrica química. Marta inyecta a Aaron el virus vivo que le permitirá retener su inteligencia mejorada y eliminar la dependencia hacía las píldoras. Byer alerta a la seguridad de la fábrica, pero Aaron y Marta evitan su captura. Byer le da órdenes a LARX-03, un super soldado producto de otro programa "Beta", el cual tenía todos los beneficios de Tredstone y Outcome pero sin sus desventajas, para localizarlos y matarlos. Aaron se recupera de los síntomas parecidos a la gripe, pero alucina sobre su entrenamiento en Outcome. Cuando la policía rodea su refugio, Marta que había salido a comprar medicamentos advierte a Aaron gritando, lo cual ocasiona que la persiga la policía y se ve acorralada por dos agentes de policía en un estrecho callejón. Después de huir a través de los tejados Aaron la rescata y roba una moto, huyendo a través de la ciudad siendo perseguidos por la policía y LARX-03. Después de una persecución prolongada a través de las calles y plazas desde Manila a Mariquina, pierden a la policía, pero no a LARX-03. Aarón recibe un impacto en la pierna pero logra herir tres veces a LARX-03 ocasionando que se estrelle contra una tienda, pero LARX-03 se levanta y continúa con la persecución a pesar de sus heridas, probablemente debido a la supresión de dolor que se le indujo químicamente. Aaron comienza a perder la conciencia debido a la pérdida de sangre, LARX-03 logra alcanzarlos pero muere cuando Marta hace que su motocicleta choque contra un pilar. Marta convence a un barquero filipino para ayudarlos a escapar por el mar. Navegando lejos, mientras que en Nueva York, Vosen le cuenta al Senado que Landy cometió traición por intentar vender secretos de Treadstone a la prensa y al ayudar a Jason, la única razón por la que Blackbriar existía.

## Reparto
- Jeremy Renner como Aaron Cross.
- Rachel Weisz como Marta Shearing.
- Edward Norton como Eric Byer.
- Joan Allen como Pamela Landy.
- David Strathairn como Noah Vosen, el exdirector de Operación Blackbriar.
- Albert Finney como el Dr. Albert Hirsch, el médico responsable de la creación de Treadstone.
- Scott Glenn como Ezra Kramer, Director de la Agencia Central de Inteligencia.
- Louis Ozawa Changchien como LARX-03.
- Oscar Isaac como Outcome 3.
- Donna Murphy como Dita Mandy.
- Stacy Keach como Mark Turso.
- Zeljko Ivanek como el Dr. Donald Foite.
- Corey Stoll como Zev Vendel.
- David Asmar como Evan Pines.
- Matt Damon aparece como Jason Bourne, pero solo como una fotografía sin acreditar.

## Banda sonora
Banda sonora de The Bourne Legacy:

| N.º | Título               | Artista             | Duración |  |
| 1.  | «Legacy»             | James Newton Howard | 2:40     |  |
| 2.  | «Drone»              | James Newton Howard | 4:15     |  |
| 3.  | «NRAG»               | James Newton Howard | 0:59     |  |
| 4.  | «You Fell in Love»   | James Newton Howard | 1:42     |  |
| 5.  | «Program Shutdown»   | James Newton Howard | 3:00     |  |
| 6.  | «Over the Mountain»  | James Newton Howard | 0:51     |  |
| 7.  | «High Powered Rifle» | James Newton Howard | 2:50     |  |
| 8.  | «They're All Dead»   | James Newton Howard | 2:48     |  |
| 9.  | «Manila Lab»         | James Newton Howard | 2:40     |  |
| 10. | «Wolves/Sic Ric»     | James Newton Howard | 2:19     |  |
| 11. | «Doctor of What?»    | James Newton Howard | 4:28     |  |
| 12. | «Aaron in Chicago»   | James Newton Howard | 1:32     |  |
| 13. | «Wolf Attack»        | James Newton Howard | 2:57     |  |
| 14. | «Chem Talk»          | James Newton Howard | 1:35     |  |
| 15. | «Flight 167»         | James Newton Howard | 3:30     |  |
| 16. | «Aaron Run!»         | James Newton Howard | 1:08     |  |
| 17. | «You Belong Here»    | James Newton Howard | 1:17     |  |
| 18. | «Cognitive Degrade»  | James Newton Howard | 2:49     |  |
| 19. | «17 Hour Head Start» | James Newton Howard | 3:51     |  |
| 20. | «Viralled Out»       | James Newton Howard | 0:58     |  |
| 21. | «You're Doing Fine»  | James Newton Howard | 1:18     |  |
| 22. | «Simon Ross»         | James Newton Howard | 1:37     |  |
| 23. | «LARX Tarmac»        | James Newton Howard | 1:45     |  |
| 24. | «Magsaysay Suite»    | James Newton Howard | 3:04     |  |
| 25. | «Aftermath»          | James Newton Howard | 2:49     |  |
| 26. | «Extreme Ways»       | Moby                | 4:51     |  |

## Críticas
The Bourne Legacy recibió críticas variadas por parte de los críticos. En Rotten Tomatoes, la película obtiene una calificación de 55, basado en 215 comentarios, con una calificación promedio de 5.8/10. El Consenso Crítico dice: "No es tan convincente como la trilogía anterior, pero prueba que la franquicia aún tiene historias que contar, y se beneficia del gran magnetismo de Jeremy Renner como protagonista. En Metacritic la película recibió una puntuación de 61/100, basada en 42 críticas, que indican buenas críticas en general.
Lisa Schcarzbaum de Entertainment Weekly le dio al filme una A-, comentando que «Gilroy, quien le dio forma a la saga como escritor desde el comienzo, cambia el ritmo frenético establecido en las pasadas dos películas de Paul Greengrass por algo más realista y con los pies en la tierra. Este cambio es refrescante, el legado de Jason Bourne está en buenas manos.»
Peter Debruge de Variety escribió que «La combinación entre la elegante fotografía de Robert Elswit y la edición del hermano de Tony Gilroy, John, hacen que el filme sea más fácil de digerir que el estilo de Greengrass, muy movido y con estética documental, pero el guion enmarañado asegura que la audiencia quede abrumada»
Michael Atkinson de The Village Voice escribió una reseña negativa: «Las películas de Bourne se han quedado demasiado tiempo, han desgastado a los libros de Ludlum y han sufrido al igual que Van Halen, un cambio abrupto de protagonista que ha provocado una desmejora de personalidad.»

## Recaudación
En su semana de estreno, la película ganó $38 millones de dólares en EUA y Canadá, debutó como #1 en las carteleras y sobrepasó la expectativa de $35 millones que tenía el estudio Universal. En el primer fin de semana alcanzó los $46,6 millones de dólares en todo el mundo. El filme vendió aproximadamente 400 000 boletas más que el primer filme de la franquicia, The Bourne Identity. En total recaudó US$113 203 870 en América del Norte y US$162 940 880 en el resto del mundo, para un total de US$276 144 750.